# Nekrolog Februar 2006
Nekrolog
◄◄
| ◄
| 2002
| 2003
| 2004
| 2005
| 2006 | 2007 | 2008 | 2009 | 2010 | ► | ►►
Januar |
Februar |
März |
April |
Mai |
Juni |
Juli |
August |
September |
Oktober |
November |
Dezember 2006
Weitere Ereignisse | Allgemeiner Nekrolog 2006
Die Beschreibung der verstorbenen Person sollte so kurz wie möglich gehalten sein und nur deren signifikante Tätigkeit(en) enthalten.
Neue Namen ggf. auch unter dem Geburts- und Sterbedatum, also etwa unter 1. Januar und im Geburts- und Sterbejahr (2024) eintragen (nur bei entsprechender großer Wichtigkeit). Für Beispiele siehe die schon vorhandenen Artikel.
Außerdem über die fünf zuletzt Verstorbenen, zu denen es einen ausreichend guten Artikel für eine Präsentation auf der Hauptseite gibt, nach der todesbedingten Überarbeitung der Artikel ggf. auch unter Wikipedia Diskussion:Hauptseite informieren und sie am besten auch in den anderen Wikipedia-Sprachversionen eintragen. Tipp: Regelmäßig bei news.google.de nach „ist tot“, „gestorben“ oder „verstorben“ suchen.
Wenn eine Person gestorben ist, gibt es viele Seiten zu dieser Person in der Wikipedia, die davon auch betroffen sind und entsprechend aktualisiert werden müssen. Beispiele: Namenübersichtsseite, Geburtsjahr, Geburtsort-Seiten und viele mehr.
Wie finde ich die betroffenen Seiten?
Im Suchfeld auf der linken Seite gibt man den Suchbegriff so ein: „Vorname Nachname“. Dann klickt man auf Volltext und alle Seiten mit entsprechendem Suchtext werden aufgerufen. Hier sieht man dann schnell, wo auch das Todesjahr Sinn macht oder sogar ein Teil des Artikels angepasst werden muss. Auch hilft das „Werkzeug“ auf der linken Seite sehr gut, um solche Seiten aufzufinden: „Links auf diese Seite“. Somit ist die Wikipedia wieder aktuell in allen Bereichen! Hinweis: bei Eintragung der Kategorie „Gestorben JAHR“ wird der Missbrauchsfilter 49 ausgelöst, was jedoch nicht schlimm ist. Siehe: Spezial:Missbrauchsfilter/49
Dies ist eine Liste von im Februar 2006 verstorbenen bekannten Persönlichkeiten. Die Einträge erfolgen innerhalb der einzelnen Daten alphabetisch sortiert. Tiere sind im Nekrolog für Tiere zu finden.

## Februar
| Tag         | Name                                  | Beruf, bekannt als                                                                                         | Alter | Beleg |
| ----------- | ------------------------------------- | --- | ----- | ----- |
| 1. Februar  | Roy Alon                              | britischer Stuntman und Schauspieler                                                                       |       |       |
| 1. Februar  | Dick Bass                             | US-amerikanischer American-Football-Spieler                                                                | 68    |       |
| 1. Februar  | Horacio Buscaglia                     | uruguayischer Musiker, Schauspieler, Theaterregisseur, Dichter, Journalist und Publizist                   | 62    |       |
| 1. Februar  | Ronald B. Cameron                     | US-amerikanischer Politiker                                                                                | 78    |       |
| 1. Februar  | Kenneth Case                          | US-amerikanischer Physiker                                                                                 | 82    |       |
| 1. Februar  | Luis Costales                         | ecuadorianischer Dichter und Schriftsteller                                                                | 79    |       |
| 1. Februar  | René Gardien                          | französischer Fußballspieler und -trainer                                                                  | 77    |       |
| 1. Februar  | Samuel Pearson Goddard junior         | US-amerikanischer Politiker                                                                                | 86    |       |
| 1. Februar  | Rudolf Griß                           | österreichischer Rechtsanwalt, Konsul der Föderativen Republik Brasilien und Multifunktionär               | 91    |       |
| 1. Februar  | Andreas Leifeld                       | deutscher Musiker und Videokünstler                                                                        |       |       |
| 1. Februar  | Hermann Lein                          | österreichischer katholischer Widerstandskämpfer                                                           | 85    |       |
| 1. Februar  | Jean-Philippe Maitre                  | Schweizer Politiker                                                                                        | 56    |       |
| 1. Februar  | Eduard Perings                        | deutscher Mediziner                                                                                        | 75    |       |
| 1. Februar  | Fritz Pitz                            | deutscher Fotograf und Maler                                                                               | 82    |       |
| 1. Februar  | Charles Tottenham, 8. Marquess of Ely | britischer Peer und Politiker                                                                              | 92    |       |
| 1. Februar  | Otto Wiesner                          | deutscher Schriftsteller, Kommunist und NS-Opfer                                                           | 95    |       |
| 2. Februar  | Armando Castillo                      | guatemaltekischer Radrennfahrer                                                                            | 73    |       |
| 2. Februar  | Jill Chaifetz                         | US-amerikanische Aktivistin für Kinder                                                                     | 41    |       |
| 2. Februar  | Mizanur Rahman Chowdhury              | bangladeschischer Politiker, Premierminister von Bangladesch                                               | 77    |       |
| 2. Februar  | Hans Dobbertin                        | deutscher Mathematiker und Kryptologe                                                                      | 53    |       |
| 2. Februar  | Lo Hartog van Banda                   | niederländischer Comicszenarist und Autor                                                                  | 89    |       |
| 2. Februar  | Süheyl Furgaç                         | türkischer Student und Duellant                                                                            |       |       |
| 2. Februar  | Hans H. Günthard                      | Schweizer Chemiker                                                                                         | 89    |       |
| 2. Februar  | Fran Hosken                           | Designerin, Autorin und feministische Aktivistin                                                           | 86    |       |
| 2. Februar  | Ēriks Koņeckis                        | lettischer Eishockeyspieler                                                                                | 85    |       |
| 2. Februar  | Pat Rupp                              | US-amerikanischer Eishockeyspieler                                                                         | 63    |       |
| 2. Februar  | Richard J. Stumpf                     | US-amerikanischer Ingenieur und zweifacher Oscar-Gewinner                                                  | 79    |       |
| 2. Februar  | Stephen Worobetz                      | kanadischer Arzt, Vizegouverneur von Saskatchewan                                                          | 91    |       |
| 2. Februar  | Wu Xianghu                            | chinesischer Journalist und Verleger                                                                       |       |       |
| 3. Februar  | Marquard Bohm                         | deutscher Schauspieler                                                                                     | 64    |       |
| 3. Februar  | Walerian Borowczyk                    | polnischer Regisseur                                                                                       | 82    |       |
| 3. Februar  | Jean Byron                            | US-amerikanische Schauspielerin                                                                            | 79    |       |
| 3. Februar  | Iwan Choma                            | ukrainischer katholischer Bischof                                                                          | 82    |       |
| 3. Februar  | Ernie Clements                        | britischer Radrennfahrer                                                                                   | 83    |       |
| 3. Februar  | Pedro Ortega Díaz                     | venezolanischer Politiker und Präsident der Kommunistischen Partei Venezuelas                              | 91    |       |
| 3. Februar  | Kurt Emmerich                         | deutscher Sportreporter und -redakteur                                                                     | 76    |       |
| 3. Februar  | Herbert Fischer                       | deutscher Diplomat, Botschafter der DDR in Indien                                                          | 91    |       |
| 3. Februar  | Otto Hallen                           | deutscher Neurologe                                                                                        | 84    |       |
| 3. Februar  | Lou Jones                             | US-amerikanischer Sprinter und Staffel-Olympiasieger                                                       | 74    |       |
| 3. Februar  | Reinhart Koselleck                    | deutscher Historiker                                                                                       | 82    |       |
| 3. Februar  | Hans Lewerenz                         | deutscher Maler, Graphiker und Bildhauer                                                                   | 90    |       |
| 3. Februar  | Al Lewis                              | US-amerikanischer Schauspieler                                                                             | 82    |       |
| 3. Februar  | Tilo Medek                            | deutscher Komponist und Musikverleger                                                                      | 66    |       |
| 3. Februar  | Karl-Oskar Mosebach                   | deutscher Biochemiker                                                                                      | 87    |       |
| 3. Februar  | Murata Akira                          | japanischer Unternehmer                                                                                    | 84    |       |
| 3. Februar  | Romano Mussolini                      | italienischer Jazz-Musiker                                                                                 | 78    |       |
| 3. Februar  | Pierre Potier                         | französischer Chemiker                                                                                     | 71    |       |
| 3. Februar  | Fritz K. Ringer                       | US-amerikanischer Historiker deutscher Herkunft                                                            |       |       |
| 3. Februar  | Franco Rossi                          | italienischer Eishockeyspieler                                                                             | 90    |       |
| 3. Februar  | Oskar Sakrausky                       | österreichischer lutherischer Theologe und Bischof                                                         | 91    |       |
| 3. Februar  | Karl-Heinz Schuster                   | deutscher Maler und Bühnenbildner                                                                          | 93    |       |
| 3. Februar  | Reinhold Steingräber                  | deutscher Ringer                                                                                           | 49    |       |
| 3. Februar  | John Vaught                           | US-amerikanischer Football-Coach                                                                           | 96    |       |
| 3. Februar  | Ekkehard Völkl                        | deutscher Historiker                                                                                       | 65    |       |
| 3. Februar  | Otto Wittmann                         | deutscher Politiker (SPD), MdB                                                                             | 84    |       |
| 4. Februar  | Denise Bergon                         | französische römisch-katholische Ordensschwester und Gerechte unter den Völkern                            | 93    |       |
| 4. Februar  | Jenő Dalnoki                          | ungarischer Fußballspieler und -trainer                                                                    | 73    |       |
| 4. Februar  | Friedrich Engel                       | deutscher SS-Mann, Kriegsverbrecher                                                                        | 97    |       |
| 4. Februar  | Roger Fellous                         | französischer Kameramann                                                                                   | 87    |       |
| 4. Februar  | Betty Friedan                         | US-amerikanische Feministin und Publizistin                                                                | 85    |       |
| 4. Februar  | Hellmut Kalbitzer                     | deutscher Politiker (SPD), MdHB, MdB, MdEP                                                                 | 92    |       |
| 4. Februar  | Peter Kelling                         | deutscher Polizist und Sportfunktionär                                                                     |       |       |
| 4. Februar  | Pawel Matew                           | bulgarischer Dichter                                                                                       | 81    |       |
| 4. Februar  | Bob van Oven                          | niederländischer Jazzmusiker                                                                               | 82    |       |
| 4. Februar  | Jan Schlubach                         | niederländischer Szenenbildner und Filmarchitekt                                                           | 85    |       |
| 4. Februar  | Myron Waldman                         | US-amerikanischer Trickfilmanimateur                                                                       | 97    |       |
| 5. Februar  | Franklin Cover                        | US-amerikanischer Schauspieler                                                                             | 77    |       |
| 5. Februar  | Kokkie Gilles                         | Vertraute des niederländischen Prinzen Bernhard zur Lippe-Biesterfeld                                      |       |       |
| 5. Februar  | Janus Kadel                           | deutscher Maler und Objektkünstler                                                                         | 69    |       |
| 5. Februar  | Ulrich Klöti                          | Schweizer Politikwissenschaftler                                                                           | 62    |       |
| 5. Februar  | Cemal Kutay                           | türkischer Schriftsteller und Historiker                                                                   |       |       |
| 5. Februar  | Walter Markert                        | deutscher Maler                                                                                            | 79    |       |
| 5. Februar  | Efim Naumowitsch Ruchlis              | ukrainischer Autor von Schachkompositionen                                                                 | 80    |       |
| 5. Februar  | David de Sousa                        | portugiesischer Alterzbischof von Évora                                                                    | 94    |       |
| 5. Februar  | Antonio Maria Travia                  | italienischer Titularerzbischof von Termae Himerae                                                         | 92    |       |
| 5. Februar  | Carl Vogel                            | deutscher Kunstsammler                                                                                     | 82    |       |
| 6. Februar  | John Brightman, Baron Brightman       | britischer Jurist                                                                                          | 94    |       |
| 6. Februar  | Denis Defforey                        | französischer Unternehmer                                                                                  | 80    |       |
| 6. Februar  | Géza S. Dombrády                      | ungarischer Japanologe, Völkerkundler und Hochschullehrer                                                  | 87    |       |
| 6. Februar  | Pedro Gonzalez Gonzalez               | US-amerikanischer Schauspieler                                                                             | 80    |       |
| 6. Februar  | Mary Henderson                        | kanadische Sängerin                                                                                        | 95    |       |
| 6. Februar  | Esther Sandoval                       | puerto-ricanische Schauspielerin                                                                           | 77    |       |
| 6. Februar  | Michael Sexauer                       | deutscher Jurist und Politiker (SPD), MdL                                                                  | 69    |       |
| 6. Februar  | Karin Struck                          | deutsche Schriftstellerin                                                                                  | 58    |       |
| 6. Februar  | Lisl Weil                             | österreichisch-US-amerikanische Künstlerin                                                                 | 96    |       |
| 6. Februar  | Karl von Wendt                        | deutscher Autorennfahrer und Unternehmer                                                                   | 68    |       |
| 6. Februar  | Noel Vincent Willoughby               | irischer Bischof von Cashel und Ossory                                                                     | 79    |       |
| 7. Februar  | Heinrich Beck                         | deutscher Mediziner                                                                                        |       |       |
| 7. Februar  | Horst J. Beck                         | deutscher Maler                                                                                            | 96    |       |
| 7. Februar  | Elton Dean                            | britischer Jazzmusiker                                                                                     | 60    |       |
| 7. Februar  | Manfred Lohrengel                     | deutscher Bildhauer in Bremen                                                                              |       |       |
| 7. Februar  | George Millay                         | US-amerikanischer Unternehmer und Gründer von SeaWorld und Wet ’n Wild                                     | 76    |       |
| 7. Februar  | Jack Montrose                         | US-amerikanischer Tenorsaxophonist und Arrangeur                                                           | 77    |       |
| 7. Februar  | Alan Shalleck                         | US-amerikanischer Autor und Regisseur                                                                      | 76    |       |
| 7. Februar  | Hugh Thompson                         | US-amerikanischer Operntenor                                                                               | 90    |       |
| 7. Februar  | Theodor A. Wohlfahrt                  | deutscher Zoologe und Lepidopterologe                                                                      | 98    |       |
| 8. Februar  | Larry Black                           | US-amerikanischer Sprinter und Olympiasieger                                                               | 54    |       |
| 8. Februar  | Gil Bouley                            | US-amerikanischer American-Football-Spieler                                                                | 84    |       |
| 8. Februar  | Thierry Fortineau                     | französischer Schauspieler                                                                                 | 52    |       |
| 8. Februar  | Michael Gilbert                       | britischer Schriftsteller                                                                                  | 93    |       |
| 8. Februar  | Ernst Grabbe                          | deutscher Theater- und Fernsehschauspieler                                                                 | 79    |       |
| 8. Februar  | Ifukube Akira                         | japanischer Komponist und Professor                                                                        | 91    |       |
| 8. Februar  | Jean Ipoustéguy                       | französischer Künstler, Bildhauer                                                                          | 86    |       |
| 8. Februar  | Mart Kenney                           | kanadischer Musiker                                                                                        | 95    |       |
| 8. Februar  | Hans Kroliczak                        | deutscher Polizist und Schriftsteller                                                                      | 69    |       |
| 8. Februar  | Fritz Leitermeyer                     | österreichischer Komponist und Violinist                                                                   | 80    |       |
| 8. Februar  | Gigi Parrish                          | US-amerikanische Schauspielerin                                                                            | 94    |       |
| 8. Februar  | Kuljeet Randhawa                      | indische Schauspielerin                                                                                    | 30    |       |
| 8. Februar  | Moni van Rheinberg                    | deutsche Malerin                                                                                           | 53    |       |
| 8. Februar  | Amand Schwantge                       | deutscher Musiker                                                                                          | 72    |       |
| 8. Februar  | Georg Stangl                          | österreichischer Politiker (SPÖ)                                                                           | 78    |       |
| 9. Februar  | Phil Brown                            | US-amerikanischer Schauspieler                                                                             | 89    |       |
| 9. Februar  | Dai Ailian                            | chinesische Tänzerin                                                                                       | 89    |       |
| 9. Februar  | Roger Froment                         | französischer Altbischof von Tulle                                                                         | 78    |       |
| 9. Februar  | Ron Greenwood                         | englischer Fußballspieler und -trainer                                                                     | 84    |       |
| 9. Februar  | Knut-Olaf Haustein                    | deutscher klinischer Pharmakologe                                                                          | 71    |       |
| 9. Februar  | Walther Keßler                        | deutscher Physiker                                                                                         | 75    |       |
| 9. Februar  | Freddie Laker                         | britischer Unternehmer in der Luftverkehrsbranche                                                          | 83    |       |
| 9. Februar  | Don Lewis                             | kanadischer Theaterschauspieler und Designer                                                               | 70    |       |
| 9. Februar  | Otto Lischewski                       | deutscher Politiker (FDP)                                                                                  | 92    |       |
| 9. Februar  | Nadira                                | indische Filmschauspielerin                                                                                | 73    |       |
| 9. Februar  | Otto Sprenger                         | deutscher Gewerkschafter                                                                                   |       |       |
| 9. Februar  | André Strappe                         | französischer Fußballspieler und Fußballtrainer                                                            | 77    |       |
| 9. Februar  | Elisabeth Sutton                      | ungarisch-US-amerikanische Schauspielerin und Schriftstellerin                                             | 87    |       |
| 9. Februar  | Gottfried Thiele                      | sächsischer Regionalhistoriker, Buchautor und Lokalpolitiker                                               | 69    |       |
| 9. Februar  | Charles K. Wolfe                      | US-amerikanischer Schriftsteller und Musikhistoriker                                                       | 62    |       |
| 9. Februar  | Fee von Zitzewitz                     | deutsches Fotomodell                                                                                       | 62    |       |
| 10. Februar | John Belluso                          | US-amerikanischer Dramatiker                                                                               | 36    |       |
| 10. Februar | Dionis Bubani                         | albanischer Schriftsteller                                                                                 | 79    |       |
| 10. Februar | Ibolya Csák                           | ungarische Leichtathletin                                                                                  | 91    |       |
| 10. Februar | J Dilla                               | US-amerikanischer Hip-Hop-Musiker und Produzent                                                            | 32    |       |
| 10. Februar | Jakob zu Eltz                         | deutscher Winzer, Botschafter des Malteserorden im Vatikan                                                 | 84    |       |
| 10. Februar | Karl Kübel                            | deutscher Unternehmer und Stiftungsgründer                                                                 | 96    |       |
| 10. Februar | Robert Ostrovsky                      | deutscher Journalist und Autor                                                                             | 58    |       |
| 10. Februar | John Prentice                         | schottischer Fußballspieler und -trainer                                                                   |       |       |
| 10. Februar | Bekololari Ransome-Kuti               | nigerianischer Politiker und Menschenrechtler                                                              | 65    |       |
| 10. Februar | Norman Shumway                        | US-amerikanischer Kardiologe und Chirurg                                                                   | 83    |       |
| 10. Februar | Juan Soriano                          | mexikanischer Maler, Zeichner und Bildhauer                                                                | 85    |       |
| 11. Februar | Mary Francis Aschmann                 | amerikanische Klarisse, Dichterin und Schriftstellerin                                                     | 84    |       |
| 11. Februar | Peter Benchley                        | US-amerikanischer Autor                                                                                    | 65    |       |
| 11. Februar | Roberta Como                          | US-amerikanische Jazzmusikerin                                                                             |       |       |
| 11. Februar | Del Courtnay                          | US-amerikanischer Bandleader                                                                               | 95    |       |
| 11. Februar | Peggy Cripps-Appiah                   | ghanaische Schriftstellerin                                                                                | 84    |       |
| 11. Februar | Martin Ebon                           | US-amerikanischer Schriftsteller und Parapsychologe                                                        | 88    |       |
| 11. Februar | Ken Fletcher                          | australischer Tennisspieler                                                                                | 65    |       |
| 11. Februar | Elly Jannes                           | schwedische Schriftstellerin, Übersetzerin und Journalistin                                                |       |       |
| 11. Februar | Karl Jansen                           | deutscher Leichtathlet                                                                                     | 91    |       |
| 11. Februar | Jackie Pallo                          | britischer Wrestler                                                                                        | 80    |       |
| 11. Februar | Altinbek Sarsenbajuly                 | kasachischer Politiker und Staatsmann                                                                      | 43    |       |
| 11. Februar | Harry Schein                          | schwedischer Autor                                                                                         | 81    |       |
| 11. Februar | Jockey Shabalala                      | südafrikanischer Sänger                                                                                    | 62    |       |
| 11. Februar | Hilde Stock-Sylvester                 | deutsche Malerin                                                                                           | 91    |       |
| 11. Februar | Rainer Stuchlik                       | deutscher Maler und Grafiker                                                                               | 76    |       |
| 12. Februar | Rudi Geil                             | deutscher Pädagoge und Politiker (CDU), MdL, Landesminister von Rheinland-Pfalz und Mecklenburg-Vorpommern | 68    |       |
| 12. Februar | Henri Guédon                          | französischer Musiker und bildender Künstler                                                               | 61    |       |
| 12. Februar | Charis Charissowitsch Junitschew      | russischer Schwimmer und Olympiateilnehmer                                                                 | 74    |       |
| 12. Februar | Wolfgang Mittmann                     | deutscher Autor                                                                                            | 66    |       |
| 12. Februar | Otto Paetz                            | deutscher Maler                                                                                            | 92    |       |
| 12. Februar | Roland Perret                         | Schweizer Vielseitigkeitsreiter                                                                            | 78    |       |
| 12. Februar | Werner Rieder                         | österreichischer Elektrophysiker                                                                           | 86    |       |
| 12. Februar | Werner Schreyer                       | deutscher Geologe                                                                                          | 75    |       |
| 12. Februar | René Teuteberg                        | Schweizer Historiker                                                                                       | 92    |       |
| 12. Februar | Edward Gervase Willan                 | britischer Botschafter                                                                                     | 88    |       |
| 13. Februar | Günther Bajog                         | deutscher Schriftsteller                                                                                   | 78    |       |
| 13. Februar | Urban Carmichael                      | britischer Komiker                                                                                         | 53    |       |
| 13. Februar | Ludwig Dennerle                       | deutscher Unternehmer                                                                                      | 68    |       |
| 13. Februar | Ilan Halimi                           | französischer Jude marokkanischer Herkunft und Mordopfer                                                   | 23    |       |
| 13. Februar | Donald G. Higman                      | US-amerikanischer Mathematiker                                                                             | 77    |       |
| 13. Februar | Andreas Katsulas                      | US-amerikanischer Schauspieler                                                                             | 59    |       |
| 13. Februar | Alan Levin                            | US-amerikanischer Journalist und Dokumentarfilmer                                                          | 79    |       |
| 13. Februar | Charles Ortega                        | französischer Maler                                                                                        | 80    |       |
| 13. Februar | Hugh Pickett                          | kanadischer Impresario                                                                                     | 92    |       |
| 13. Februar | Peter Strawson                        | britischer Philosoph                                                                                       | 86    |       |
| 13. Februar | Joseph Ujlaki                         | französischer Fußballspieler                                                                               | 76    |       |
| 13. Februar | Wang Xuan                             | chinesischer Informatiker                                                                                  | 70    |       |
| 14. Februar | Waleri Iwanowitsch Boldin             | sowjetischer Politiker                                                                                     | 70    |       |
| 14. Februar | Anthony Civella                       | italienisch-amerikanischer Mobster                                                                         | 85    |       |
| 14. Februar | Darry Cowl                            | französischer Musiker und Komiker                                                                          | 80    |       |
| 14. Februar | Shoshana Damari                       | israelische Sängerin                                                                                       | 83    |       |
| 14. Februar | Joel Dorius                           | US-amerikanischer Literaturhistoriker                                                                      | 87    |       |
| 14. Februar | Lynden David Hall                     | britischer Sänger und Songwriter                                                                           | 31    |       |
| 14. Februar | Benjamin Matthews                     | US-amerikanischer Opernsänger (Bariton)                                                                    | 72    |       |
| 14. Februar | Tage Møller                           | dänischer Radrennfahrer                                                                                    | 91    |       |
| 14. Februar | Gisela Morgen                         | deutsche Schauspielerin                                                                                    | 88    |       |
| 14. Februar | Michael Posner                        | britischer Ökonom                                                                                          | 74    |       |
| 14. Februar | Putte Wickman                         | schwedischer Jazzklarinettist                                                                              | 81    |       |
| 14. Februar | Kurt Wiemers                          | deutscher Anästhesist                                                                                      | 85    |       |
| 15. Februar | Xavier Barquet                        | US-amerikanischer Filmproduzent und Schauspieler                                                           | 46    |       |
| 15. Februar | Barbara Guest                         | US-amerikanische Lyrikerin, Schriftstellerin und Kunstkritikerin                                           | 85    |       |
| 15. Februar | Anna Marly                            | russisch-französische Sängerin                                                                             | 88    |       |
| 15. Februar | Wilhelm Mayfeld                       | deutscher Politiker (SPD), MdL                                                                             | 93    |       |
| 15. Februar | Christian de la Mazière               | französischer Kriegsfreiwilliger der deutschen Waffen-SS                                                   | 83    |       |
| 15. Februar | Andrei Pawlowitsch Petrow             | russischer Komponist                                                                                       | 75    |       |
| 15. Februar | Sun Yun-suan                          | taiwanischer Ingenieur und Politiker                                                                       | 92    |       |
| 15. Februar | Josip Vrhovec                         | jugoslawischer Politiker (SKH)                                                                             | 79    |       |
| 16. Februar | Johnny Grunge                         | US-amerikanischer Wrestler                                                                                 | 39    |       |
| 16. Februar | Stewart W. Herman                     | US-amerikanischer lutherischer Geistlicher, Agent und Hochschulrektor                                      | 96    |       |
| 16. Februar | Gerhard Kegel                         | deutscher Jurist                                                                                           | 93    |       |
| 16. Februar | Dennis Kirkland                       | britischer Fernsehproduzent und Regisseur                                                                  | 63    |       |
| 16. Februar | Larry McMahon                         | irischer Politiker                                                                                         | 77    |       |
| 16. Februar | Ernie Stautner                        | US-amerikanischer Footballspieler                                                                          | 80    |       |
| 16. Februar | Gennadi Dmitrijewitsch Zygankow       | russischer Eishockeyspieler und -trainer                                                                   | 58    |       |
| 17. Februar | Paul Avrich                           | US-amerikanischer Historiker                                                                               | 74    |       |
| 17. Februar | Ray Barretto                          | US-amerikanischer Jazz-Musiker                                                                             | 76    |       |
| 17. Februar | Jacques Baumel                        | französischer Politiker                                                                                    | 87    |       |
| 17. Februar | Sybille Bedford                       | deutsch-britische Autorin                                                                                  | 94    |       |
| 17. Februar | Paul Carr                             | US-amerikanischer Schauspieler                                                                             | 72    |       |
| 17. Februar | William Cowsill                       | US-amerikanischer Musiker                                                                                  | 58    |       |
| 17. Februar | Józef Andrzej Gierowski               | polnischer Historiker                                                                                      | 83    |       |
| 17. Februar | Bertrand Baumann                      | österreichischer Geistlicher und Abt von Zwettl                                                            | 88    |       |
| 17. Februar | Harold Hunter                         | US-amerikanischer Skater                                                                                   | 31    |       |
| 17. Februar | Ibaragi Noriko                        | japanische Schriftstellerin                                                                                | 79    |       |
| 17. Februar | Pearl Palmason                        | kanadische Geigerin                                                                                        | 90    |       |
| 17. Februar | Jorge Pinto Mendonça                  | brasilianischer Fußballspieler                                                                             | 51    |       |
| 17. Februar | Jewgeni Walerianowitsch Samoilow      | russischer Schauspieler                                                                                    | 93    |       |
| 17. Februar | Ana de Skalon                         | argentinische Filmproduzentin                                                                              | 53    |       |
| 18. Februar | Al-Chatim al-Chalifa                  | sudanesischer Politiker                                                                                    |       |       |
| 18. Februar | Manuel Tavares de Araújo              | römisch-katholischer Bischof von Caicó                                                                     | 93    |       |
| 18. Februar | Richard Bright                        | US-amerikanischer Schauspieler                                                                             | 68    |       |
| 18. Februar | Hubert Brohl                          | deutscher Sportfunktionär und Präsident des Deutschen Badminton-Verbandes                                  | 92    |       |
| 18. Februar | Ratmir Dmitrijewitsch Cholmow         | russisch-sowjetischer Schachspieler                                                                        | 80    |       |
| 18. Februar | Hans Heinz Hahnl                      | österreichischer Journalist, Schriftsteller und Publizist                                                  | 82    |       |
| 18. Februar | Georg Heigl                           | deutscher Fußballfunktionär                                                                                | 74    |       |
| 18. Februar | Laurel Hester                         | US-amerikanische Homosexuellen-Aktivistin                                                                  | 49    |       |
| 18. Februar | Tereza Hlavsová                       | tschechische Biathletin                                                                                    | 19    |       |
| 18. Februar | Charles Leonard                       | US-amerikanischer Soldat und Moderner Fünfkämpfer                                                          | 92    |       |
| 18. Februar | Alexander Ramati                      | polnisch-britischer Drehbuchautor, Regisseur und Filmproduzent                                             |       |       |
| 18. Februar | François Schaller                     | Schweizer Ökonom                                                                                           | 85    |       |
| 19. Februar | Monique Bauer-Lagier                  | Schweizer Politikerin (LPS)                                                                                | 83    |       |
| 19. Februar | Gerlinde Beck                         | deutsche Künstlerin                                                                                        | 75    |       |
| 19. Februar | Godtfred Holmvang                     | norwegischer Leichtathlet                                                                                  | 88    |       |
| 19. Februar | Otto Kery                             | österreichischer Theaterdirektor, Regisseur und Schauspieler                                               | 82    |       |
| 19. Februar | Erna Lazarus                          | US-amerikanische Drehbuchautorin                                                                           | 102   |       |
| 19. Februar | Sari Szasz                            | rumänische Tischtennisspielerin                                                                            |       |       |
| 20. Februar | Hans-Joachim Arnold                   | deutscher Mathematiker                                                                                     | 73    |       |
| 20. Februar | Luca Coscioni                         | italienischer Politiker und Aktivist für die Freiheit der genetischen Forschung                            | 38    |       |
| 20. Februar | John E. Exner                         | US-amerikanischer Psychologe                                                                               | 76    |       |
| 20. Februar | Fang Zhaoling                         | chinesische Malerin                                                                                        | 92    |       |
| 20. Februar | Horst Geil                            | deutscher Gebrauchsgrafiker                                                                                | 86    |       |
| 20. Februar | Lou Gish                              | britische Schauspielerin                                                                                   | 38    |       |
| 20. Februar | Curt Gowdy                            | US-amerikanischer Sportkommentator                                                                         | 86    |       |
| 20. Februar | Paul Casimir Marcinkus                | US-amerikanischer Erzbischof und Präsident der Vatikanbank                                                 | 84    |       |
| 20. Februar | Maurice Neyt                          | belgischerRadrennfahrer                                                                                    | 77    |       |
| 20. Februar | Ray Pickrell                          | britischer Motorradrennfahrer                                                                              | 67    |       |
| 20. Februar | Lucjan Wolanowski                     | polnischer Schriftsteller, Journalist                                                                      | 85    |       |
| 21. Februar | Angelica Adelstein-Rozeanu            | rumänische Tischtennisspielerin                                                                            | 84    |       |
| 21. Februar | Gennadi Nikolajewitsch Aigi           | russischer Lyriker                                                                                         | 71    |       |
| 21. Februar | Pierre Amandry                        | französischer Klassischer Archäologe                                                                       | 93    |       |
| 21. Februar | Helene Berg                           | deutsche SED-Funktionärin                                                                                  | 99    |       |
| 21. Februar | Bruce Hart                            | US-amerikanischer Schriftsteller                                                                           | 68    |       |
| 21. Februar | Mirko Marjanović                      | serbischer Politiker                                                                                       | 68    |       |
| 21. Februar | Karl Martin Rebel                     | deutscher Kommunalpolitiker (CDU)                                                                          | 72    |       |
| 21. Februar | Rolf Reinhardt                        | deutscher Pianist, Dirigent und Hochschullehrer                                                            | 79    |       |
| 21. Februar | Stefan Terlezki                       | britischer Politiker, Abgeordneter des britischen Parlaments                                               | 78    |       |
| 21. Februar | Karin Voigt                           | deutsche Autorin und Fotografin                                                                            | 69    |       |
| 22. Februar | Atwar Bahjat                          | irakische Journalistin und Reporterin für den Fernsehsender Al-Arabiya                                     |       |       |
| 22. Februar | Anthony Burger                        | US-amerikanischer Pianist                                                                                  | 44    |       |
| 22. Februar | Said Mohamed Djohar                   | komorischer Politiker, Präsident der Komoren                                                               | 87    |       |
| 22. Februar | Hilde Domin                           | deutsche Lyrikerin                                                                                         | 96    |       |
| 22. Februar | Emil Egger                            | Schweizer Unternehmer                                                                                      | 93    |       |
| 22. Februar | Josef Grolimund                       | Schweizer Politiker (FDP)                                                                                  | 96    |       |
| 22. Februar | Frank Hirsch                          | deutscher Dirigent, Präsident des Chorverbandes Sachsen                                                    | 66    |       |
| 22. Februar | Suzanne Jovet-Ast                     | französische Bryologin und Botanikerin                                                                     | 92    |       |
| 22. Februar | Sinnathamby Rajaratnam                | singapurischer Vizepremierminister                                                                         | 90    |       |
| 22. Februar | Jeroen de Rijke                       | niederländischer Künstler                                                                                  | 35    |       |
| 22. Februar | Günter Volkmar                        | deutscher Gewerkschaftsfunktionär                                                                          | 82    |       |
| 22. Februar | Richard Wawro                         | britischer bildender Künstler                                                                              | 53    |       |
| 23. Februar | Benno Besson                          | Schweizer Schauspieler, Regisseur und Theaterleiter                                                        | 83    |       |
| 23. Februar | Patricia Boylan                       | irische Schauspielerin und Schriftstellerin                                                                | 92    |       |
| 23. Februar | Frederick Busch                       | US-amerikanischer Schriftsteller                                                                           | 64    |       |
| 23. Februar | Michael Funken                        | deutscher Politiker (CDU), MdL                                                                             | 83    |       |
| 23. Februar | Luna Bergere Leopold                  | US-amerikanischer Geologe                                                                                  | 90    |       |
| 23. Februar | Willy Potthoff                        | deutscher Reformpädagoge                                                                                   | 80    |       |
| 23. Februar | Antonio Rodotà                        | italienischer Industriemanager und Generaldirektor der ESA                                                 | 70    |       |
| 23. Februar | Diane Shalet                          | US-amerikanische Schauspielerin                                                                            | 72    |       |
| 23. Februar | Joseph Sun Yuan-Mou                   | chinesischer Bischof von Hengshui                                                                          | 85    |       |
| 23. Februar | Pál Veres                             | ungarischer Journalist                                                                                     | 88    |       |
| 23. Februar | Zarra                                 | spanischer Fußballspieler                                                                                  | 85    |       |
| 24. Februar | Giuseppe Amici                        | san-marinesischer Politiker                                                                                | 67    |       |
| 24. Februar | Octavia E. Butler                     | US-amerikanische Science-Fiction-Autorin                                                                   | 58    |       |
| 24. Februar | Tutoatasi Fakafanua                   | tongaischer Politiker und Adliger                                                                          |       |       |
| 24. Februar | Günter Hanreich                       | österreichischer Chef des Statistischen Amts der EU (Eurostat)                                             | 51    |       |
| 24. Februar | Don Knotts                            | US-amerikanischer Schauspieler                                                                             | 81    |       |
| 24. Februar | Siegfried Liebschner                  | deutscher Baptistenpastor                                                                                  | 70    |       |
| 24. Februar | Alf Marholm                           | deutscher Schauspieler, Hörspiel-, Hörbuch- und Synchronsprecher                                           | 87    |       |
| 24. Februar | Jussara Marques                       | brasilianische Schönheitskönigin (1949)                                                                    |       |       |
| 24. Februar | Machteld Mellink                      | niederländisch-US-amerikanische Archäologin                                                                |       |       |
| 24. Februar | Heinz Ohff                            | deutscher Kunstkritiker                                                                                    | 83    |       |
| 24. Februar | Andrew Sherratt                       | britischer prähistorischer Archäologe                                                                      | 59    |       |
| 24. Februar | Irakli Tscharkwiani                   | georgischer Musiker, Poet and Prosaautor                                                                   | 44    |       |
| 24. Februar | Denis Twitchett                       | britischer Sinologe                                                                                        | 80    |       |
| 24. Februar | Dennis Weaver                         | US-amerikanischer Schauspieler                                                                             | 81    |       |
| 24. Februar | Desmond A. Williams                   | irischer Weihbischof in Dublin                                                                             | 75    |       |
| 25. Februar | Robin Coombs                          | britischer Arzt und Immunologe                                                                             | 85    |       |
| 25. Februar | Jürgen Fenner                         | deutscher Kommunalpolitiker (parteilos)                                                                    |       |       |
| 25. Februar | Gerald Fleming                        | deutsch-englischer Sprachlehrer                                                                            | 84    |       |
| 25. Februar | Tsegaye Gabre-Medhin                  | äthiopischer Schriftsteller                                                                                | 69    |       |
| 25. Februar | Margaret Gibson                       | kanadische Schriftstellerin                                                                                | 57    |       |
| 25. Februar | Thomas Kruck                          | deutscher Chemiker                                                                                         |       |       |
| 25. Februar | Darren McGavin                        | US-amerikanischer Schauspieler                                                                             | 83    |       |
| 25. Februar | Henry M. Morris                       | US-amerikanischer Junge-Erde-Kreationist, Apologet und Wasserbauingenieur                                  | 87    |       |
| 25. Februar | Elisabeth Pfund                       | schweizerische Grafikerin und Grafikdesignerin                                                             | 59    |       |
| 25. Februar | Florencio Coronado Romaní             | peruanischer Bischof von Huancavélica                                                                      | 97    |       |
| 25. Februar | Micheline Tessier                     | kanadische Opernsängerin (Sopran) und Gesangspädagogin                                                     | 73    |       |
| 26. Februar | Georgina Battiscombe                  | britische Biografin und Schriftstellerin                                                                   | 100   |       |
| 26. Februar | Dieter Betz                           | deutscher Geologe                                                                                          | 78    |       |
| 26. Februar | Bill Cardoso                          | US-amerikanischer Journalist                                                                               | 68    |       |
| 26. Februar | Paul Dissemond                        | katholischer Priester und Generalsekretär der Berliner Bischofskonferenz                                   | 85    |       |
| 26. Februar | Walter Kerber                         | deutscher Sozialethiker und katholischer Theologe                                                          | 79    |       |
| 26. Februar | Juri Nikolajewitsch Kornakow          | sowjetischer und russischer Komponist und Musikpädagoge                                                    | 67    |       |
| 26. Februar | Galina Kudrjawzewa                    | sowjetische bzw. russische Geochemikerin und Hochschullehrerin                                             | 58    |       |
| 26. Februar | Joseph B. McDevitt                    | US-amerikanischer Militär, Konteradmiral der United States Navy                                            | 87    |       |
| 26. Februar | Marc Meernhout                        | belgischer Radrennfahrer                                                                                   | 53    |       |
| 26. Februar | Naum Schor                            | sowjetisch-ukrainischer Mathematiker                                                                       | 69    |       |
| 26. Februar | Irving E. Sigel                       | US-amerikanischer Entwicklungspsychologe und Professor                                                     |       |       |
| 26. Februar | Ilja Anatoljewitsch Simin             | russischer Fernsehreporter                                                                                 | 33    |       |
| 26. Februar | Hans Wolfgang Singer                  | deutsch-US-amerikanischer Ökonom                                                                           | 95    |       |
| 27. Februar | Horst Rudolf Abe                      | deutscher Medizinhistoriker                                                                                | 78    |       |
| 27. Februar | Ferenc Bene                           | ungarischer Fußballspieler                                                                                 | 61    |       |
| 27. Februar | Thomas Hodgson                        | kanadischer Künstler                                                                                       | 81    |       |
| 27. Februar | Milton Katims                         | US-amerikanischer Dirigent und Geiger                                                                      | 96    |       |
| 27. Februar | Romed Mungenast                       | österreichischer Schriftsteller                                                                            | 52    |       |
| 27. Februar | Pierre Nérini                         | französischer Geiger und Professor                                                                         | 90    |       |
| 27. Februar | Hans-Georg Possanner                  | österreichischer Offizier, Journalist und Pressesprecher                                                   | 65    |       |
| 27. Februar | Karl Hermann Ritter                   | deutscher Politiker (SPD), MdL                                                                             | 74    |       |
| 27. Februar | Heinz Rosendahl                       | deutscher Leichtathlet                                                                                     | 85    |       |
| 27. Februar | Linda Smith                           | britische Komödiantin                                                                                      | 48    |       |
| 27. Februar | Johannes Sommer                       | deutscher Kunsthistoriker                                                                                  | 94    |       |
| 28. Februar | Hans Albrecht                         | deutscher Forstmann und baden-württembergischer Politiker (FDP), MdL                                       | 82    |       |
| 28. Februar | Owen Chamberlain                      | US-amerikanischer Physiker und Nobelpreisträger                                                            | 85    |       |
| 28. Februar | Travis Claridge                       | US-amerikanischer Footballspieler der National Football League                                             | 27    |       |
| 28. Februar | Ron Cyrus                             | US-amerikanischer Politiker                                                                                | 70    |       |
| 28. Februar | Napoleón Dihmes                       | dominikanischer Operntenor                                                                                 | 77    |       |
| 28. Februar | Peter Fan Wenxiang                    | chinesischer Bischof von Hungtung                                                                          | 85    |       |
| 28. Februar | Heinz Hübner                          | deutscher Rechtswissenschaftler                                                                            | 91    |       |
| 28. Februar | Irv Kluger                            | US-amerikanischer Jazz-Schlagzeuger                                                                        | 84    |       |
| 28. Februar | Vince Lussa                           | ungarischer Fotograf                                                                                       | 82    |       |
| 28. Februar | Oleksandr Schalimow                   | ukrainischer Chirurg und Professor                                                                         | 88    |       |
| 28. Februar | Arno Wallaard                         | niederländischer Radfahrprofi                                                                              | 26    |       |
| 28. Februar | Charlie Wayman                        | englischer Fußballspieler                                                                                  | 83    |       |